# ОШ „Вук Караџић” Витковци
ОШ „Вук Караџић” је једна од основних школа на подручју општине Теслић. Налази се на адреси Витковци бб. Име је добила по Вуку Стефановићу Караџићу српском лингвисти, филологу, антропологу, књижевнику и преводиоцу.

## Историјат
Прије Другог свјетског рата школско подручје Витковаца наизмјенично је било у саставу Теслића, Добоја, Станара и Тешња. Према црквеношколским
књигама, први облик образовања на овом подручју забиљежен је око 1885. у Гојаковцу (дио села Церовица). који је тада припадао подручју Витковаца. Доста касније, пронађени су документи из 1937. са печатом: "Државна мјешовита Народна основна школа Срез Теслићки". Данас у Гојаковцу, који припада општини Станари, нема школе. Прва школа на подручју села Витковци отворена је у Горњим Витковцима 1947. године. Била је смјештена у кући породице Благојевић. Тада су Витковци били дио територије Добоја. Од 1955. до изградње нове школске зграде у Доњим Витковцима 1959, школа и подручје Витковаца били су у саставу општине Станари, а послије тога школа је радила у саставу ОШ "Братство". Јелах, општина Тешањ. Године 1976. школа у Доњим Витковцима постала је самостална осмогодишња, под називом ОШ "25. мај", а имала је 605 ученика и 25 наставника. Крајем јуна 1991. добила је назив ОШ "Вук Караџић". У току Одбрамбено-отаџбинског рата 1992- 1995. припадала је општини Добој, док се становништво референдумом није опредијелило за општину Теслић. Због близине ратишта, настава је четири године организована само у школи у Горњим Витковцима, а од 1996. поново је, у санираној згради, отворена школа у Доњим Витковцима. Школу је 2007/2008. похађало 156 ученика, а 2015/2016. имала је 99 ученика, 17 наставника и вјероучитеља православне вјеронауке. У њеном саставу радила је подручна петогодишња школа у Горњим Ви ковцима. У школској библиотеци било је око 3.000 књига. Школа има спортске терене.